# یوسوکه کوموتا
یوسوکه کوموتا (انگلیسی: Yosuke Komuta؛ زادهٔ ۱۸ ژوئیهٔ ۱۹۹۲) بازیکن فوتبال اهل ژاپن است.